# Tschierv
Tschierv (německy a do roku 1943 oficiálně Cierfs) je bývalá samostatná obec ve švýcarském kantonu Graubünden, okresu Engiadina Bassa/Val Müstair. Nachází se ve stejnojmenném údolí, asi 40 kilometrů severovýchodně od Svatého Mořice v nadmořské výšce 1660 metrů. Má necelých 200 obyvatel.
K 1. lednu 2009 se na základě výsledku referenda Tschierv sloučil s dalšími okolními obcemi (např. Müstair, Valchava) do nové obce Val Müstair.

## Geografie

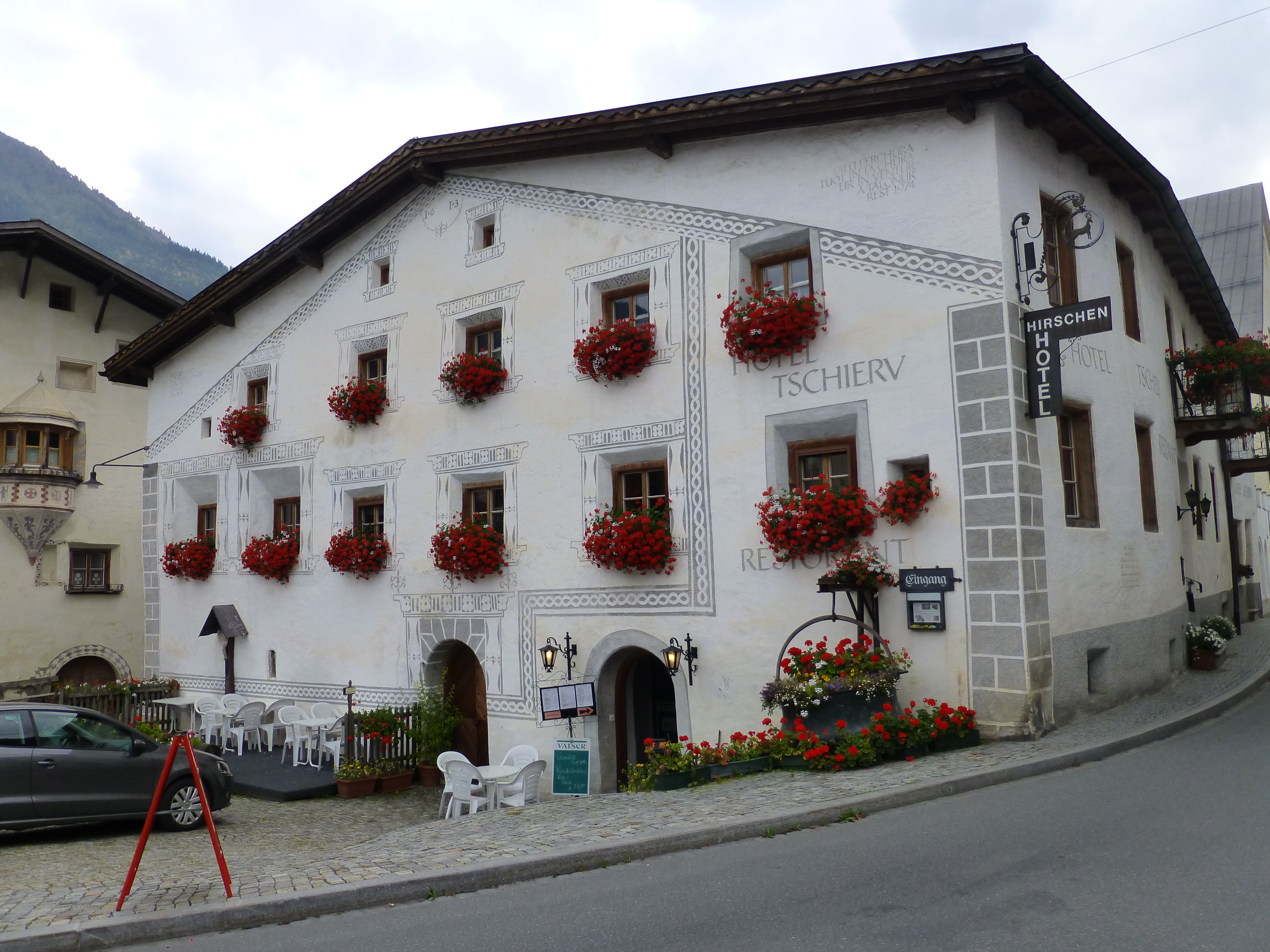
Tradiční architektura v obci

Obec je nejvýše položenou údolní obcí v údolí Val Müstair (německy Münstertal) a leží východně od průsmyku Ofenpass. Osady Aintasom-Tschierv (1693 m), Plaz (1660 m) a Orasom-Tschierv (1643 m) leží přímo na silnici vedoucí z průsmyku Ofenpass do údolí. Na jižním svahu nad ním leží nejstarší část obce, Chasuras (1691 m). Západně od průsmyku leží část obce Tschierv, která však není téměř obydlena. Nejvyšším bodem této části obce je Piz d’Aint (2968 m) v oblasti na jihu a Piz Tavü (3168 m) v oblasti na sever od průjezdní silnice. K Tschierv patří také údolí Val Nüglia. To je součástí Švýcarského národního parku.
Z celkové rozlohy obce téměř 43 km² je 1 969 ha (46 %) hornatých a 1 143 ha (27 %) zalesněných.

## Historie

Letecký pohled na údolí Val Müstair, Tschierv dole uprostřed (1954)

První zmínka o obci pochází z roku 1432 jako Zirff. Artefakty z doba halštatské byly nalezeny v jeskyni poblíž Cuvel zoppà. V pozdním středověku se pozemek zastavěl klášterem Müstair. Ve 14. a 15. století se v průsmyku Ofenpass a u Buffalory těžilo značné množství železné rudy.
První kaple byla vysvěcena v roce 1471 po řadě sporů mezi klášterem v Müstairu a fojty z Matsch. Tschierv původně patřil k Müstairu, od konce 15. století k Santa Marii. Reformace byla zavedena kolem roku 1530. V letech 1654–1817 tvořil Tschierv vlastní farnost, od té doby se Tschierv dělí o faráře s Fulderou a Lü.
V roce 1762 se Münstertal vykoupil ze všech rakouských práv. Jako samostatná obec byl Tschierv ustanoven v roce 1854. Tschierv se vyznačoval zemědělstvím, zhruba od roku 1960 je zde provozován cestovní ruch s důrazem na udržitelnost. V roce 1976 byla oblast Minschuns vybavena lyžařskými vleky. V roce 2005 pracovalo v Tschierv 78 % pracujících ve třetím sektoru hospodářství.

## Obyvatelstvo

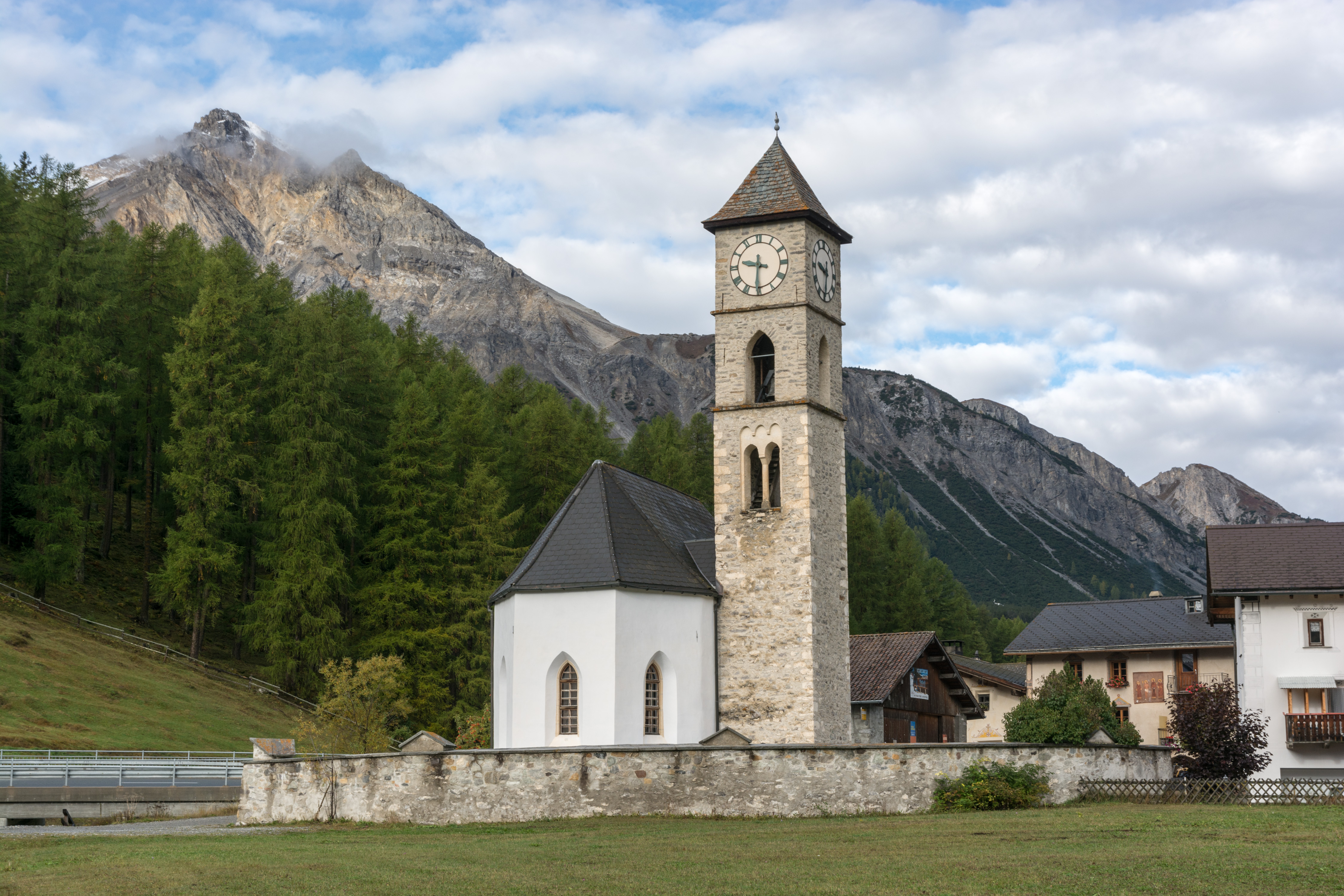
Kostel v Tschierv

| Rok            | 1835 | 1850 | 1900 | 1930 | 1941 | 1950 | 2000 | 2007 |
| Počet obyvatel | 155  | 145  | 146  | 126  | 160  | 165  | 154  | 172  |

### Jazyky
Tschierv je jednou z obcí, kde se doposud ve velké většině mluví rétorománským dialektem jauer. V obci však již od 19. století existuje i německy mluvící menšina. Zhruba od roku 1980 podíl rétorománštiny klesá v její prospěch. V roce 1880 používalo rétorománštinu jako hlavní jazyk 81,8 %, v roce 1910 93 %, v roce 1941 92 % a v roce 1970 88 % obyvatel. V roce 1990 se tímto jazykem dorozumělo 92 % a v roce 2000 stejných 92 % místních obyvatel. Vývoj v posledních desetiletích je uveden v následující tabulce:
| Jazyky v Tschierv |                   |                   |                   |                   |                   |                   |
| Jazyk             | Sčítání lidu 1980 | Sčítání lidu 1980 | Sčítání lidu 1990 | Sčítání lidu 1990 | Sčítání lidu 2000 | Sčítání lidu 2000 |
| Jazyk             | Počet             | Podíl             | Počet             | Podíl             | Počet             | Podíl             |
| Němčina           | 6                 | 4,48 %            | 18                | 12,24 %           | 29                | 18,83 %           |
| Rétorománština    | 128               | 95,52 %           | 125               | 85,03 %           | 119               | 80,27 %           |
| Počet obyvatel    | 707               | 100 %             | 752               | 100 %             | 745               | 100 %             |

## Doprava
Tschierv leží na hlavní silnici č. 28, spojující Davos, Dolní Engadin a italské údolí Vintschgau. Napojení na síť veřejné dopravy zajišťují autobusy Postauto.